# Ralph von Heygendorff
Ralph Karl Max Alfred von Heygendorff (* 15. August 1897 in Dresden; † 10. Dezember 1953 in Remscheid-Lennep) war ein deutscher Offizier, zuletzt Generalleutnant der Wehrmacht.

## Leben
Heygendorff wurde in eine Offiziersfamilie geboren. Sein Urgroßvater Karl von Heygendorff (1806–1895), verheiratet mit Meta Abegg, war königlich-sächsischer Generalmajor und entstammte der außerehelichen Beziehung von Carl August (1757–1828), Großherzog von Sachsen-Weimar-Eisenach, mit der Schauspielerin Karoline Jagemann. Bei den Heygendorffs handelt es sich folglich im Mannesstamm um eine illegitime Nebenlinie der Ernestiner. Ralph von Heygendorff war ein Sohn des späteren Oberstleutnant Bernhard Alfred von Heygendorff (1868–1916) und Elsa Camilla Viktoria von Wittern (* 1871).
Er trat als Fahnenjunker am 22. August 1914 der Armee bei. Am 16. April 1915 (Patent 27. September 1915) wurde er im Grenadier-Regiment 100 zum Leutnant befördert. Während des Ersten Weltkriegs kämpfte bis Frühjahr 1917 an der Westfront und bis Kriegsende dann an der Ostfront.
Anschließend wurde er in die Reichswehr übernommen. 1923 war er als Adjutant des Ausbildungsbataillons beim Infanterie-Regiment 10.

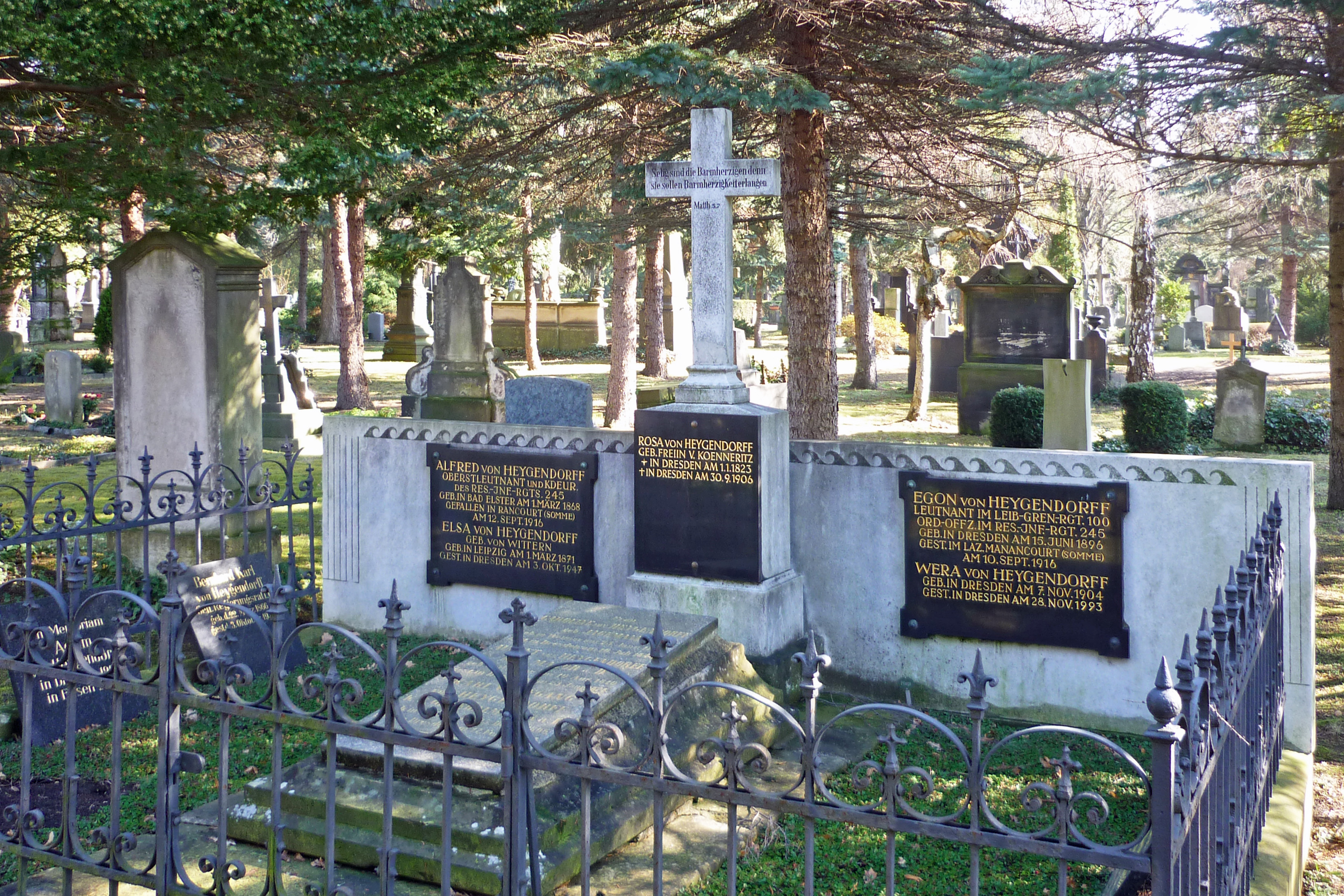
Familiengrabstelle derer von Heygendorff auf dem Trinitatisfriedhof. Der Grabstein von Ralph und Edith von Heygendorff befindet sich links außerhalb des Bildes.

Am 1. März 1936 wurde er zum Major befördert und war seit 1. November 1936 Adjutant im Stab des VIII. Armeekorps (Breslau). In dieser Position erfolgte am 20. April 1939 seine Beförderung zum Oberstleutnant. Anschließend war Heygendorff ab 1. November 1939 als Gehilfe des Militärattachés an der deutschen Botschaft in der Sowjetunion in Moskau, Ernst-August Köstring. Ab Sommer 1941 war er wieder Adjutant im Stab des VIII. Armeekorps (Breslau). Am 1. Februar 1942 erfolgte die Beförderung zum Oberst und am 16. Juli 1942 übernahm er bis zur Auflösung das Kommando über das Infanterie-Regiment 181 (Siegen) bei der 52. Infanterie-Division. Im Oktober 1942 wurde er Kommandeur der Ostlegionen und im Februar 1944 Kommandeur der Freiwilligen Verbände beim Oberkommando des Heeres. In dieser Funktion und als Inspekteur der Ersatztruppen war er, ab 1. Juni 1943 Generalmajor, von Anfang Februar 1944 bis Mitte März 1944 für die Aufstellung der Freiwilligen-Stamm-Division verantwortlich. Im März 1944 übernahm Generalmajor Wilhelm von Henning die Division.
Heygendorff wurde am 21. Mai 1944 Kommandeur der 162. (Turkmenischen) Infanterie-Division. In dieser Position wurde er am 20. Januar 1945 zum Generalleutnant befördert.
Ralph von Heygendorff war seit 18. August 1924 mit Edith, geb. von Feilitzsch (1899–1962) und Tochter des Reichsgerichtsrates Heinrich von Feilitzsch, verheiratet.
Sein Grab befindet sich auf dem Trinitatisfriedhof in Dresden-Johannstadt.

## Werke (Auswahl)
- Türkvölkische und Kaukasische Verbände im Kampf an Deutschlands Seite im Zweiten Weltkrieg. Ohne Datum.
- Der Nachrichtendienst der Infanterie. 1928.
- gemeinsam mit Otto Schroeder: Die sächsischen Freiwilligen-Truppen in Litauen 1919. In: Erinnerungsblätter deutscher Regimenter, Baensch Stiftung, 1933.
- Der Truppennachrichtendienst unter besonderer Berücksichtigung der Infanterie. Dritte Auflage, Berliner Verlag „Offene Worte“, 1935.
- Das Kommandobuch (mehrere Auflagen):
  - Band 1: Die Schützenkompanie, z. B. 16. Auflage, 1936; 24. Auflage, 1941.
  - Band 3 gemeinsam mit Carl Siwinna und Carl Boettcher: M.G. 1938.
  - Band 4 gemeinsam mit Carl Siwinna und Carl Boettcher: Die Artillerie. 1939.
  - Band 5 gemeinsam mit Carl Siwinna und Carl Boettcher: Schwerer Granatwerfer. 1939.
  - Band 6 gemeinsam mit Carl Siwinna und Carl Boettcher: Leichter Granatwerfer. 1939.
- Freiwillige aus den Völkern Osteuropas. In: Zeitschrift für Geopolitik, 24, 1953, S. 208 ff. und 25, 1954, S. 191.
- Vortrag vor dem Arbeitskreis Osteuropa des Süddeutschen Rundfunks: Die Zusammenarbeit militärischer Verbände verschiedener Nationalität: Erfahrungen mit den Ostverbänden im 2. Weltkrieg. 1953.